# 빌딩풍
빌딩풍(building風)은 고층빌딩 사이에 일어나는 풍해(風害)다. 지상 150미터 이상의 빌딩이 건립되면 상공에서는 바람이 일정 방향으로 불어도 아래쪽에서는 바람이 빌딩의 주위에서 소용돌이치고 급강하하거나 풍속이 2배 이상으로 빨라지기도 하며 때로는 무풍(無風) 상태가 된다. 이 때문에 간판이나 지붕이 날려가거나 전선이 끊어질 때도 있다. 또 연기나 배기가스가 소용돌이 현상으로 지상에 흘러서 국지적(局地的)인 대기오염이 발생하여 고층빌딩이 밀집한 대도시의 새로운 도시공해로 나타난다.